# Jakob Stämpfli (basse)
Pour les articles homonymes, voir Stämpfli.
Jakob Stämpfli (Berne, 26 octobre 1934 – Thoune, 28 septembre 2014) est un chanteur de concert basse suisse, professeur d'université et directeur du conservatoire de Berne, également enseignant à Sarrebruck.

## Carrière
Jakob Stämpfli étudie le chant au conservatoire de Berne avec Jakob Keller et à l'école de musique de Francfort avec Paul Lohmann.
Son premier enregistrement est réalisé en 1955, où il soutient la partie de basse de l'Oratorio de Noël de Bach, avec le Thomanerchor sous la direction de Günther Ramin. Le répertoire de Stämpfli comprend tous les oratorios de Johann Sebastian Bach et plus d'une centaine de cantates de Bach. Il a enregistré notamment avec le chœur Gächinger Kantorei et Helmuth Rilling, notamment les cantates rarement jouées, tels que, en 1967, la reconstruction de Entfliehet, verschwindet, entweichet, ihr Sorgen, BWV 249 a, (« Fuyez, disparaissez, échappez-vous, soucis ») également appelé cantate du berger,. À la même date, il enregistre les arias de basse de la Passion selon Saint Matthieu de Bach, avec Hans Swarowsky, le chœur de chambre de l'académie, les Petits Chanteurs de Vienne et l'orchestre symphonique de Vienne ; Heather Harper et Kurt Equiluz chantant à la fois le vox Christi et les airs. Jakob Stämpfli enregistre des cantates de Bach avec Karl Ristenpart, ainsi que le Magnificat et deux des Missae breves, avec Maurice André à la trompette. Une critique des cantates de Bach enregistrées avec le chef d'orchestre Fritz Werner (de) qualifie son chant (dans la cantate BWV 130) : « La magnifique aria de basse, Der alte Drache brennt vor Neid, dans lequel le soliste Jakob Stämpfli est accompagné par les timbales et pas moins de trois trompettes, est puissamment transmise ; Stämpfli tient une forme impériale ».
En 1963, il enregistre l'oratorio pour solistes, chœurs et orchestre de Frank Martin, In Terra Pax (1944), avec Ernest Ansermet à la direction  de l'Orchestre de la Suisse Romande.
Jakob Stämpfli a d'abord été professeur au Conservatoire de Bienne (1960–1962) puis au Conservatoire de Berne à partir de 1963. Il en a été nommé directeur en 1992. Il a également enseigné à la Hochschule für Musik Saar à Sarrebruck et à la Hochschule für Musik und Theater de Hambourg. Il a donné des classes de maître internationales et a été membre de jurys de concours vocaux. Parmi ses élèves, figurent Brigitte Balleys, Cornelius Hauptmann, Klaus Mertens, Siegmund Nimsgern et Dominik Wörner.
De 2005 à 2007, Jakob Stämpfli a dirigé le festival de la semaine Bach de Thoune–Amsoldingen. En 2007, le festival a présenté une interprétation de la Messe en si mineur de Bach avec les dix chanteurs du Cantus Firmus Vokalensemble, dans l'église d'Amsoldingen. Il a été président par intérim de l'association pédagogique musicale suisse.

## Discographie

### Lied
- Brahms, Lieder tardifs, notamment Quatre chants sérieux - Detlef Kraus, piano (1989, Accord) (OCLC 887764285)
- Brahms, Magalone-Lieder - Martin Galling, piano () (OCLC 603209150)
- Schubert, Le Voyage d'hiver - Eke Mendez, piano (juin 1982, Accord 149534) (OCLC 659211089)

### Cantates, messes et oratorios
- Bach, Cantates BWV 7, 11, 19°, 34, 40, 68, 70, 79, 85, 104, 106, 130, 131, 140, 147, 180, 249 - Hedy Graf, Edith Seling et Agnes Giebel sopranos ; Claudia Hellmann et Barbara Scherler, altos ; Kurt Huber, Helmut Krebs et Georg Jelde, ténors ; Jacob Staempfli, basse ; Maurice André°, trompette ; Orchestre de chambre de Pforzheim, dir. Fritz Werner (en) (1958–1971, 20CD Erato) (OCLC 659152428 et 39295427)
- Bach, Cantates BWV 56, 79° et 140 - Ursula Buckel et Ingeborg Reichelt°, sopranos ; Annelotte Sieber-Ludwig°, alto ; Jakob Stämpfli, basse ; Erik Bolz, hautbois ; chœurs et orchestre de chambre de la Sarre, dir. Karl Ristenpart (2 septembre 1965 ; 2 octobre 1958 ; 22 juin 1962, Musidisc) (OCLC 30383807)
- Bach, Messes BWV 233, 234, 235, 236 - Elisabeth Speiser, soprano ; Ingeborg Russ, alto ; John Van Kesteren, ténor ; Gerhard Faulstich, baryton ; Jakob Stämpfli, basse ; Werner Keltsch, violon (BWV 233 et 234) ; Willy Schnell, hautbois (BWV 233 et 234) ; Gächinger Kantorei ; Bach-Collegium Stuttgart, dir. Helmuth Rilling (1967, « Edition Günter Hänssler » Profil PH07027) (OCLC 243777818)
- Haydn, Messe Nelson ; Missa in angustiis - Kathrin Graf, soprano ; Verena Piller, alto ; Ernst Haefliger, ténor ; Jakob Stämpfli, basse ; Berner Kammerchor ; Berner Kammerorchester, dir. Jörg Ewald Dähler (juin 1981, Claves) (OCLC 150438806)
- Martin, In terra pax - Ursula Buckel, soprano ; Marga Höffgen, contralto ; Ernst Haefliger, ténor ; Pierre Mollet, baryton ; Jakob Stämpfli, basse ; Orchestre de la Suisse romande, dir. Ernest Ansermet (1963, 2CD Decca 448 264-2) (OCLC 225155973)